# Saad Gamar
Saad Gamar (1931 – ?) líbiai nemzetközi labdarúgó-játékvezető.

## Pályafutása

### Nemzetközi játékvezetés
A Líbiai labdarúgó-szövetség Játékvezető Bizottsága (JB) 1968-ban terjesztette fel nemzetközi játékvezetőnek, a Nemzetközi Labdarúgó-szövetség (FIFA) bíróinak keretébe. Több nemzetek közötti válogatott- és klubmérkőzést vezetett vagy működő társának segített partbíróként. Az aktív nemzetközi játékvezetéstől 1974-ben búcsúzott.

#### Afrika Kupa
Egyiptom rendezte a 9., az 1974-es afrikai nemzetek kupája labdarúgó tornát, ahol az Afrikai Labdarúgó-szövetség (CAF) Játékvezető Bizottsága (JB) bíróként foglalkoztatta. A döntő mérkőzést vezette, döntetlen miatt a megismételt döntő mérkőzést is ő irányította.
| Időpont           | Helyszín                  | Mérkőzés típusa        | Mérkőzés     | Eredmény |
| ----------------- | ------------------------- | ---------------------- | ------------ | -------- |
| 1974. március 12. | Nemzetközi Stadion, Kairó | döntő első mérkőzés    | Zaire–Zambia | 2 : 2    |
| 1974. március 14. | Nemzetközi Stadion, Kairó | döntő második mérkőzés | Zaire–Zambia | 2 : 0    |